# Sierra Perenchiza

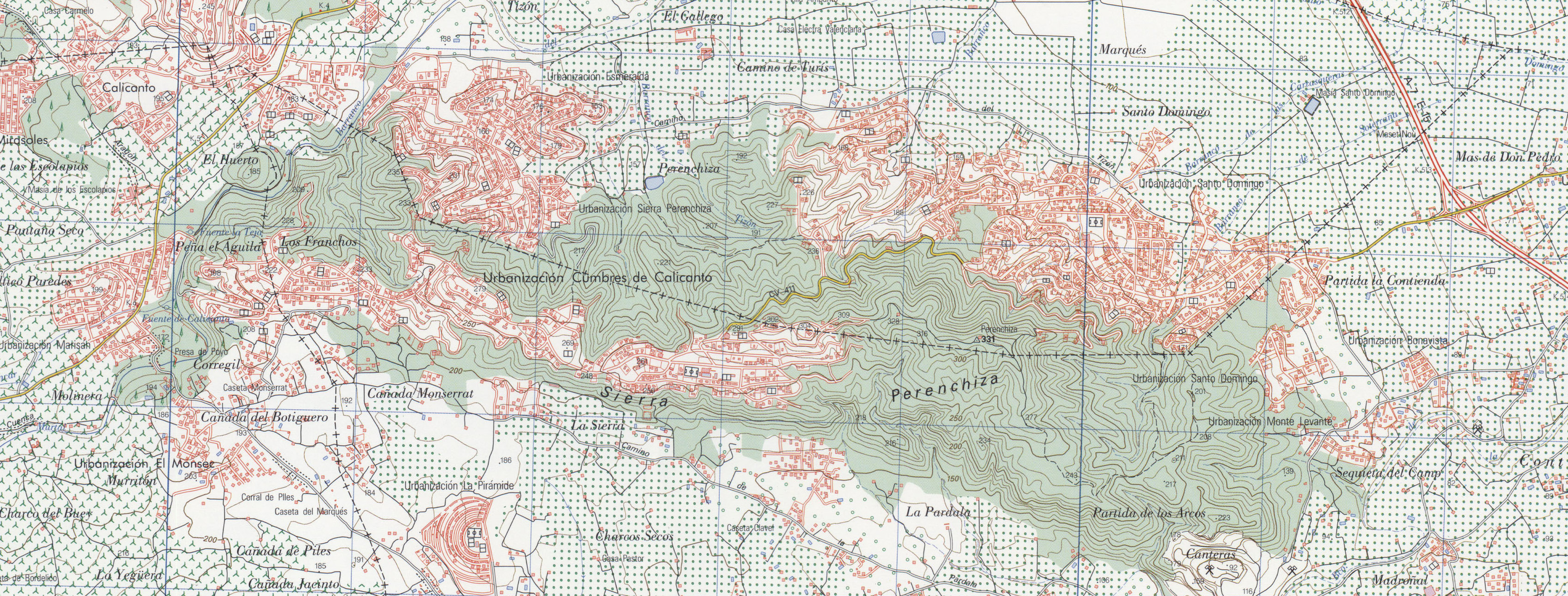

Sierra Perenchiza är en ås i Spanien.   Den ligger i provinsen Província de València och regionen Valencia, i den östra delen av landet, 290 km öster om huvudstaden Madrid.